# Gioconda Belli
Gioconda Belli (n. 9 decembrie 1948, Managua, Nicaragua) este o romancieră și poetă nicaraguană.

## Opere publicate
- Verse Sobre la grama (1972)
- Línea de fuego (1978)
- Truenos y arco iris (1982)
- Amor insurrecto (1985)
- De la costilla de Eva (1987)
- La mujer habitada (1988)
- Poesía reunida (1989)
- Sofía de las presagios (1990)
- El ojo de la mujer (1991)
- Sortilegio contra el frío (1992)
- El taller de las mariposas (1994)
- Waslala (1996)
- El país bajo mi piel (2001)
- El pergamino de la seducción (2005)
- El infinito en la palma de la mano (2008)